# Heliconius eucrate
Heliconius eucrate är en fjärilsart som beskrevs av Jacob Hübner 1822/26. Heliconius eucrate ingår i släktet Heliconius och familjen praktfjärilar. Inga underarter finns listade i Catalogue of Life.